# Letheobia stejnegeri
Espèce
Synonymes
- Typhlops stejnegeri Loveridge, 1931
- Rhinotyphlops stejnegeri (Loveridge, 1931)
- Typhlops vanderysti De Witte, 1933

Statut de conservation UICN

 DD  : Données insuffisantes
Letheobia stejnegeri est une espèce de serpents de la famille des Typhlopidae. 

## Répartition
Cette espèce se rencontre dans l'Ouest et le centre de la République démocratique du Congo et en République du Congo.

## Étymologie
Cette espèce est nommée en l'honneur de Leonhard Hess Stejneger.

## Publication originale
- Loveridge, 1931 : A new snake of the genus Typhlops from the Belgian Congo. Copeia, vol. 1931, no 3, p. 92-93.